# Вероніка крейдяна
Вероніка крейдяна (Veronica cretacea) — вид квіткових рослин родини подорожникових (Plantaginaceae).

## Поширення
Ендемік України.
Вид наведений у переліку рідкісних видів Донецької області.